# Gerard Callenburgh

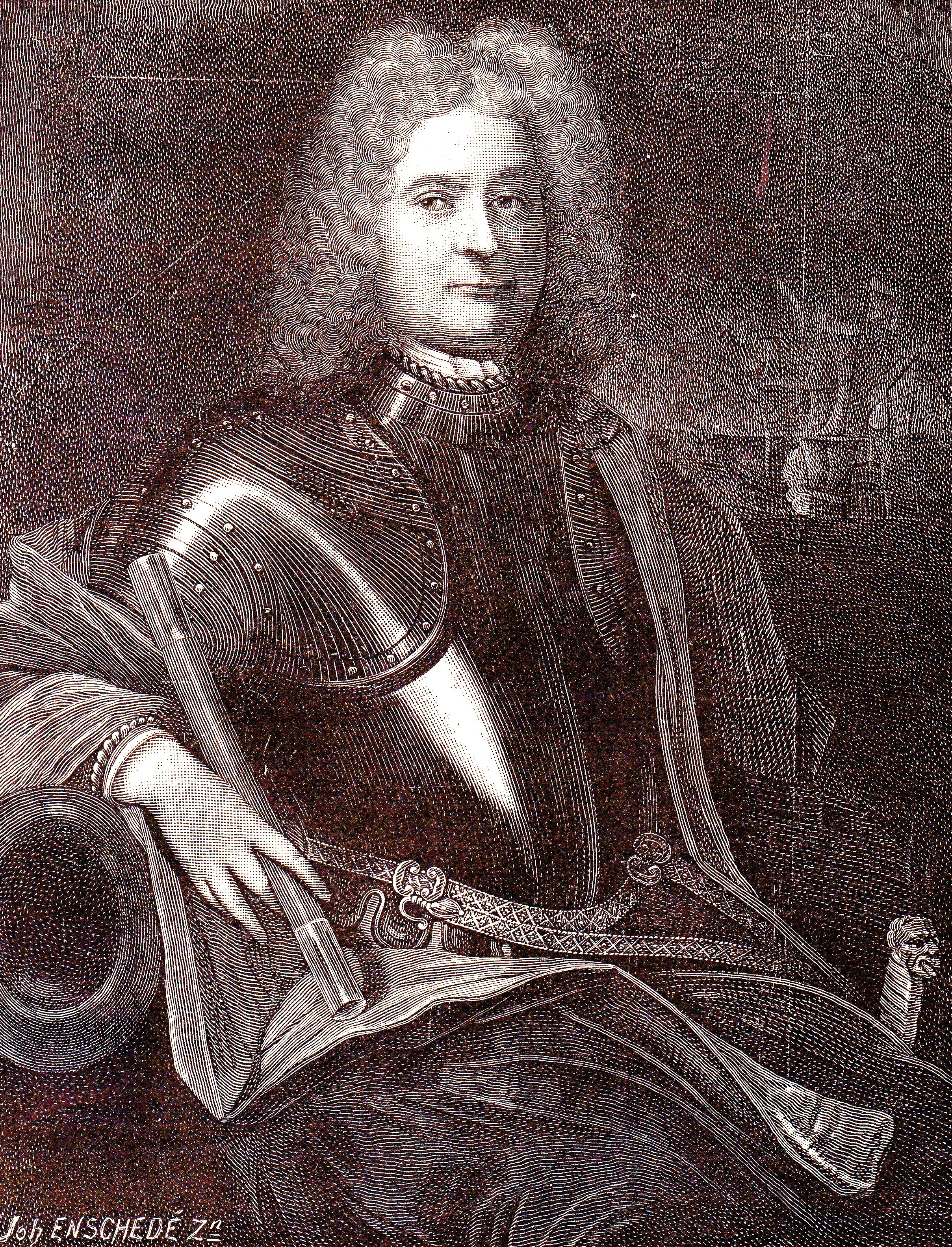
Gerard Callenburgh.

Gerard Callenburgh (Willemstad, 6 december 1642 - Vlaardingen, 8 oktober 1722) was een Nederlands admiraal uit de 17e eeuw.
Gerard Callenburgh, zoon van een houthandelaar, trad in 1661 in dienst bij de Admiraliteit van de Maze als adelborst. In mei 1666, tijdens de Tweede Engels-Nederlandse Oorlog werd hij tweede luitenant. Op 10 februari 1671 werd hij bevorderd tot luitenant en op verzoek van luitenant-admiraal Michiel Adriaanszoon de Ruyter op diens vlaggenschip De Zeven Provinciën geplaatst. Tijdens de Derde Engels-Nederlandse Oorlog vocht hij in 1672, nog steeds luitenant op De Zeven Provinciën, in de Slag bij Solebay. Die winter was hij overste van de militie van zijn toenmalige woonplaats Vlaardingen. Hij werd op 15 maart 1673 benoemd tot buitengewoon kapitein en vocht als vlaggenkapitein op de Maagd van Dordrecht onder schout-bij-nacht Jan Jansse van Nes tijdens de Eerste Slag bij het Schooneveld; hij was tweede vlaggenkapitein op De Zeven Provinciën samen met Pieter de Liefde in de Slag bij Kijkduin; op 13 februari 1674 werd hij bevorderd tot gewoon kapitein en bleef vlaggenkapitein van De Zeven Provinciën tijdens de expedities van dat jaar en 1675. In 1676 was hij vlaggenkapitein op de Eendragt bij het eskader van luitenant-admiraal-generaal De Ruyter in de Middellandse Zee, na diens sneuvelen in de Slag bij de Etna werd hij voor de duur van de campagne door de krijgsraad aangewezen als waarnemend viceadmiraal, als eskadercommandant van de voorhoede. Toen echter ook de nieuwe commandant viceadmiraal Jan den Haen sneuvelde, nam Callenburgh het commando over de hele vloot over, tot hij het, de superieure Franse vloot ontlopend, in Napels kon overdragen aan schout-bij-nacht Philips van Almonde. In februari 1677 keerde hij weer in Nederland terug. In 1678 was hij deel van de expeditie van Cornelis Evertsen de Jonge naar de Middellandse Zee.
Na de Vrede van Nijmegen met Frankrijk was er minder emplooi voor kapiteins. Callenburgh zocht vanaf 1678 zijn werk in het bestuur van Vlaardingen als een van de "vroede vaderen". In 1683 was hij echter, tijdelijk werkend voor de Admiraliteit van Amsterdam, vlaggenkapitein van luitenant-admiraal Willem Bastiaensz Schepers, tijdens een tocht naar Zweden. In 1687 probeerde hij op aanwijzing van Willem III van Oranje een zilverschat te vinden bij Santo Domingo; een Spaans galjoen werd wel aangetroffen, maar geen zilver.
In 1688 was hij kapitein op de Maagd van Dordrecht bij de vloot waarmee stadhouder Willem III de Britse Eilanden binnenviel, een vloot die voornamelijk uit Amsterdamse schepen bestond. Op 16 april 1689 werd hij viceadmiraal van de Admiraliteit van het Noorderkwartier. Hij vocht tijdens de Negenjarige Oorlog in de nederlaag van de Slag bij Bevesier in 1690 op de West-Friesland; zijn schip raakte zwaar beschadigd en alleen door persoonlijk optreden van Callenburgh werd voorkomen dat de bemanning tijdens de vlucht voor de Fransen het vaartuig in de steek liet. Op 18 april  1692 verhuisde hij weer terug naar de Admiraliteit van Rotterdam. Daar had hij de vierde De Zeven Provinciën zelf als vlaggenschip en voerde de wintercampagne van 1693 uit. Dit schip is rond 2020 bij werkzaamheden van het Havenbedrijf teruggevonden in de Maasmond alwaar het op de zandbank Hinder in 1706 is vastgelopen en vergaan. In januari 1694 ging hij op de nieuwe Beschermer (90 kanonnen) met de Engelsen op expeditie om Barcelona te ontzetten; in november 1695 keerde hij weer terug.
Op 20 november 1697 kwam hij weer bij het Noorderkwartier maar nu als luitenant-admiraal. Tijdens de Spaanse Successieoorlog deed hij in 1702 op de Beschermer mee aan de Zeeslag in de Baai van Vigo en in augustus 1704 aan de Engels-Nederlandse aanval waarbij Gibraltar veroverd werd. Op 14 februari 1709 ging hij naar de Admiraliteit van Amsterdam om uiteindelijk op 19 februari 1711 te eindigen waar hij begonnen was, de Maze, zodat hij bevelhebber werd van 's lands vloot — door de Vrede van Utrecht van 1713 zou hij echter nooit in die capaciteit vechten. Dit soort verschuivingen werd op het eind van de 17e eeuw veel gebruikelijker, eerst omdat de gewestelijke autonomie meer ondergeschikt werd gemaakt aan het gezag van de admiraal-generaal, i.c. stadhouder Willem III, waarvan Callenburgh een trouw en gehoorzaam dienaar was; later was er een gebrek aan carrièreplaatsen. Een ander kenmerk van die tijd is dat marineofficieren steeds meer tot de regentenstand behoren of gaan behoren: Callenburgh was lid van de vroedschap van Vlaardingen van 1678 tot 1711 en regelmatig burgemeester van deze plaats.